# كأس هولندا السياحية 1999
كأس هولندا السياحية 1999 هو سباق دراجات نارية أقيم بتاريخ 26 يونيو 1999 في حلبة أسن تي تي. كان الجولة السابعة من أصل 16 في سباق الجائزة الكبرى للدراجات النارية موسم 1999. فاز الياباني تادايوكي أوكادا بفئة 500 سي سي بينما جاء الأمريكي كيني روبرتس جونيور في المركز الثاني وحصل على المركز الثالث الإسباني سيت جيبيرنو.

## وصلات خارجية
- الموقع الرسمي